# Thái Học, Bảo Lâm (Cao Bằng)
Thái Học là một xã thuộc huyện Bảo Lâm, tỉnh Cao Bằng, Việt Nam.

## Địa lý
Xã Thái Học nằm ở phía nam huyện Bảo Lâm, có vị trí địa lý:
- Phía đông giáp xã Thái Sơn
- Phía tây giáp tỉnh Hà Giang và xã Yên Thổ
- Phía nam giáp xã Yên Thổ
- Phía bắc giáp thị trấn Pác Miầu và xã Mông Ân.

Xã Thái Học có diện tích 45,94 km², dân số năm 2019 là 3.476 người, mật độ dân số đạt 76 người/km².
Trên địa bàn xã có núi Cốc Kạch và núi Phia Hiếng. Các suối trên địa bàn xã là Bản Bó, Khuổi Ngọa, Pắc Nhúng.

## Hành chính
Xã Thái Học được chia thành 10 xóm: Bản Bó, Bản Ràn, Cốc Cạch, Đức Long, Khau Nình, Khuổi Ngầu, Khuổi Ngọa, Nà Sài - Nà Piậy, Sam Quanh, Vằng Vạt.

## Lịch sử
Sau năm 1975, Thái Học là một xã thuộc huyện Bảo Lạc.
Ngày 25 tháng 9 năm 2000, Chính phủ ban hành Nghị định số 52/2000/NĐ-CP về việc điều chỉnh xã Thái Học thuộc huyện Bảo Lạc chuyển sang trực thuộc huyện Bảo Lâm mới thành lập.
Ngày 27 tháng 10 năm 2006, Chính phủ ban hành Nghị định số 125/2006/NĐ-CP về việc thành lập xã Thái Sơn trên cơ sở điều chỉnh 5.548 ha diện tích tự nhiên và 2.215 nhân khẩu của xã Thái Học.
Xã Thái Học còn lại 3.990 ha diện tích tự nhiên và 2.732 người.
Đến năm 2019, xã Thái Học được chia thành 13 xóm: Bản Ràn, Vằng Vạt, Bản Bó, Cốc Cạch, Khau Nình, Khau Ít, Khuổi Ngọa, Nà Cút, Nà Piậy, Nà Sài, Sam Quanh, Khuổi Ngầu, Cốc Vạn.
Ngày 9 tháng 9 năm 2019, Hội đồng Nhân dân tỉnh Cao Bằng ban hành Nghị quyết số 27/NQ-HĐND về việc:
- Giữ nguyên 8 xóm: Bản Bó, Bản Ràn, Cốc Cạch, Khau Nình, Khuổi Ngọa, Khuổi Ngầu, Sam Quanh, Vằng Vạt
- Sáp nhập hai xóm Nà Sài và Nà Piậy thành xóm Nà Sài - Nà Piậy
- Sáp nhập hai xóm Nà Cút và Cốc Vạn thành xóm Đức Long
- Sáp nhập xóm Khau Ít vào xóm Khau Nình.